# Comarca de Deodápolis
A Comarca de Deodápolis é uma comarca brasileira localizada no município de Deodápolis, no estado de Mato Grosso do Sul, a 250 quilômetros da capital.

## Generalidades
Sendo uma comarca de primeira entrância, tem uma superfície total de 831,2 km², o que totaliza aproximadamente 0,3% da superfície total do estado. A povoação total da comarca é de 12,1 mil habitantes, aproximadamente 0,5% do total da povoação estadual, e a densidade de povoação é de 14,5 habitantes por km².
A comarca inclui o município de Deodápolis. Limita-se com as comarcas de Dourados, Fátima do Sul, Glória de Dourados, Ivinhema, Angélica e Rio Brilhante.
Economicamente possui PIB de R$ 125 677 000,00 e PIB per capita de R$ 10 359,95.